# Kozo Uno
Koko Uno (Kurashiki, 12 de novembre de 1897 - Fujisawa, 22 de febrer de 1977) va ser un economista japonès considerat un dels teòrics més importants en el camp de la teoria del valor de Karl Marx. La seva obra principal, Principles of Political Economy, es va publicar l'any 1964. Entre els seus estudiosos hi ha Thomohiko Sekine i Makoto Itoh.

## Pensament
Uno va basar la seva obra en una lectura rigorosament hegeliana d'El capital de Karl Marx. Això el va portar a la conclusió que l'anàlisi marxista s'havia de dur a terme en tres nivells separats:
1. La teoria «pura» del capital alliberada de les complicacions de la història: exercicis de lògica dialèctica sobre la dinàmica bàsica de l'economia capitalista.
2. Un nivell «mitjà» que traça el desenvolupament general del capitalisme a través de diferents etapes històriques: mercantilisme, liberalisme clàssic, etc.
3. L'anàlisi dels detalls «desordenats» de l'economia capitalista al món real, centrant-se en narracions particulars més que en una imatge general.[1]

Uno i els seus seguidors han rebut crítiques de la tradició marxista més àmplia per insistir en aquesta separació. El sociòleg Simon Clarke veu aquest esquema com un «formalisme escolar», i el segon nivell com una addició arbitrària per a proporcionar un vincle entre els altres dos, en lloc d'un de necessari analíticament. Tanmateix, com assenyala Jim Kincaid, El capital és principalment un treball argumentat lògicament més que cronològicament, que analitza les lleis del desenvolupament capitalista i extreu proves principalment de dades històriques. Així, la separació d'Uno representa un reconeixement d'aquesta naturalesa lògica, i registra el problema clau de com la crítica es pot vincular al desenvolupament econòmic real d'una manera que sovint les altres escoles econòmiques no poden fer.